# Мордовин, Константин Павлович
Константин Павлович Мордовин (1870—1914) — русский военный гидрограф, гидрограф-геодезист, генерал-майор Корпуса гидрографов, исследователь Арктики.

## Биография
Константин Павлович родился 1 августа 1870 года в Петербурге в семье морского офицера Павла Александровича Мордовина.
С 1883 года обучался в Морское училище. Первая морская практика прошла в 1884—1885 годах на пароходо-фрегате «Рюрик» и в 1886 году на корвете «Боярин». Поступил на действительную службу 19 сентября 1886 года с производством в младшие унтер-офицеры, в этом же году произведён в гардемарины. Продолжил морскую практику в 1887 году на фрегате «Светлана». В 1888 году произведён в фельдфебели, плаванье в Балтийском море на корвете «Баян» и в 1889 году на корвете «Скобелев». В 1889 году окончил Морское училище первым в выпуске, за что получил премию в 300 рублей, а имя было занесено на мраморную доску. Произведён в мичманы с зачислением в 8-й флотский экипаж.
В 1890 году переведён в 1-й флотский экипаж с назначением на корвет «Витязь» вахтенным офицером. С декабря 1890 года вахтенный офицер крейсера «Адмирал Корнилов». В 1891 году зачислен в 13-й флотский экипаж. Далее, также в должности вахтенного офицера, на крейсере «Владимир Мономах» до августа 1892 года. В 1893 году в память плавания в эскадре под флагом наследника-цесаревича в 1890—1891 годах получил золотой жетон с надписью «Владимир Мономах».
По возвращении в Петербург прошёл академический курс гидрографических наук в Морской академии, который в 1894 году окончил по первому разряду. В ноябре этого же года получил назначение на броненосец береговой обороны «Лава» на должность ревизора с производством в лейтенанты. Далее зачислен на броненосец «Гангут» в практическую эскадру.
В 1896 году как помощник начальника Гидрографической экспедиции участвовал в изучении Северного Ледовитого океана под руководством подполковника Корпуса флотских штурманов А. И. Вилькицкого. Были изучены устья рек Енисей и Обь, а также часть Карского моря. Во время экспедиции Константин Павлович вёл астрономические и геодезические наблюдения, обрабатывал и систематизировал полученные данные. Для проведения работ был определён пароход «Лейтенант Овцин» и баржа «Лейтенант Скуратов». По результатам экспедиции награждён орденом Святой Анны III степени, а также получил Серебряную медаль «В память царствования Александра III».
С 1897 года до 1899 года в должности начальника партии Отдельной съёмки Балтийского проводил работы с парохода «Днепр» и описных барж № 2 и № 3. Был награждён Малой серебряной медалью Русского географического общества.
В 1900 году начал службу в Главном гидрографическом управлении и, одновременно, работал помощником редактора журнала «Морской сборник». Позже стал преподавать в Морском кадетском корпусе. В 1903 году зачислен в штурманские офицеры 1-го разряда. До 1905 года состоял секретарём Картографической комиссии при ИРГО. В марте 1906 года произведён в капитаны с зачислением в штабс-капитаны по адмиралтейству, а в апреле, за отличие по службе, произведён в подполковники. К концу года возглавил Редакцию карт Картографической части Главного гидрографического общества (отдел по корректуре и составлению новых карт).
В 1908 году выступил на XI Международном судоходном конгрессе в Петербурге с докладом «о гидрографическом обследовании морей, в котором было всесторонне и глубоко проанализировано состояние проблемы». Позже, данный доклад стал основой в подготовке программы первой Морской международной конференции по безопасности мореплавания весной 1912 года. Он же и занимался подготовкой к этой конференции.
В 1912 году Константин Павлович произведён в полковники и возглавил геодезическую часть Главного гидрографического управления. В 1913 году в журнале «Записках по гидрографии» посвятил целую статью, посвящённую памяти А. И. Вилькицкого. В этом же году зачислен в Корпус геодезистов со званием гидрографа-геодезиста.
3 октября 1914 года К. П. Мордовин был произведён в генерал-майоры Корпуса геодезистов с увольнением от службы по болезни с мундиром и пенсией. Умер в этот же день в Петрограде. Похоронен на Смоленском православном кладбище города.
В некрологе Ю. М. Шокальский написал:

«…Многое было сделано им, но ещё большее могло бы быть выполнено, если бы недостаточно крепкое здоровье не отвлекало его так часто от работ, особенно в последние годы, то есть когда он именно мог сделать многое, будучи в полной силе своих способностей…. Не особенно многочислен круг людей, знавших Константина Павловича, но все его знали таким и — самое лучшее и единственное, что остается после людей — память о его прекрасном нравственном облике, сохранится среди нас, работавших с покойным».

### Семья
От первого брака с Белоноговой Марией Владимировной имел четверых сыновей: Николай (1895—1937), Константин (1897—1983), Александр (1899—1938),
Юрий (1901—1969). Вторым браком Константин Павлович был женат на дочери горного инженера Надежде Генриховне Вилениус и имел от неё сына Бориса.

## Память
Его именем названы:
- Мыс на западном берегу Обской губы в бухте Находка — в 1895 году назван А. И. Вилькицким в ходе экспедиции.
- Остров в проливе Карские Ворота[2] — название было утверждено ИРГО в 1902 году по предложению А. И. Варнека.
- Мыс на южном берегу острова Большевик — открыт и назван в 1914 году г/э СЛО.
- Сопка южнее мыса Мордовина на западном берегу Обской губы.